# Hemeroblemma decisa
Hemeroblemma decisa là một loài bướm đêm trong họ Erebidae.